# Setor
Le setor (en tadjik сетор) est un instrument de musique à cordes originaire de l'Est du Tadjikistan.
C'est un instrument beaucoup plus grand que le setar iranien. Il ressemble davantage au tanbur ouzbek ou au sitar indien.
Le setor a des cordes en métal et se joue avec des onglets.
Le corps du setor est fabriqué de la même manière qu'un dutar. La table d'harmonie est en bois tendre et parsemée  de trous percés. 
Le manche est large et creux, avec une cheville. Il possède généralement une dizaine de cordes métalliques, ainsi que quelques cordes de bourdon supplémentaires, positionnées à partir des chevilles, à mi-chemin sur le côté gauche du manche.
Les frettes sont en nylon ou en boyau.